# Naftali Zoltán
Naftali Zoltán (Marosújvár, 1917. november 22. – Wilmette-Chicago, 1991. november 8.) – orvosi szakíró.

## Életútja
Az erdélyi Balázsfalván 1934-ben érettségizett, majd 1940-ben orvosi diplomát szerzett a kolozsvári I. Ferdinánd Egyetemen. Pályáját 1940–1941-ben mint segédorvos a kolozsvári Zsidó Kórházban kezdte, majd 1941–1942-ben körorvos volt Pecsétszegen. 1944-től a munkaszolgálat után a Bolyai Tudományegyetem, illetve a marosvásárhelyi OGYI Sebészeti Klinikáján dolgozott; 1969–1983 között előadó tanár, nyugdíjasként konzultáns egyetemi tanár volt. Az orvostudományok doktora.
Főbb kutatási területei: a hasi szervek megbetegedései, a külső epeutak sebészete (kísérleti kutatások és műtéti eljárások), a thromboembóliák. Több mint 100 szakcikke az Orvosi Szemle – Revista Medicală, Chirurgia, Medicina Internă, Oncologie și Radiologie, Zentralblatt für Gy-ologie című folyóiratokban jelent meg.

## Önálló munkái
Román nyelven:
- Chirurgia pancreasului. Chirurgia splinei (Mv. 1956);
- Toracoplastica osteoplastica cu transplant paramediastinal de coastă în tratamentul tuberculozei cavernoase (Mv. 1964);

Magyarul: 
- Sebészeti patológia I. (Mv. 1981).
- Társszerzője a Sebészet I. Az általános sebészet alapvonalai (Mv. 1953); II. Részletes sebészet (Mv. 1954); III. A hasüreg sebészete (Mv. 1956), c. magyar és a Patologia venei cave inferioare (Buc. 1973);
- Chirurgia ductului biliar comun (Mv. 1973) c. főiskolai jegyzeteknek.